# 노마 이버하트
노마 이버하트(Norma Eberhardt, 1929년 7월 8일 ~ 2011년 9월 16일)는 미국의 배우, 모델, 텔레비전 배우, 영화배우이다.
맨해튼에서 사망하였다.

## 영화
- 리턴 오브 드라큐라 (1958년)
- 점핑 잭스 (1952년)
- 세일러 비워 (1952년)